# 京成西船站
京成西船站（日语：／ Keisei-Nishifuna eki */?）是位於日本千葉縣船橋市西船，屬於京成電鐵本線的鐵路車站。車站編號是KS20。站名牌與旅客資訊皆採用省略京成二字的「西船」。

## 概要
本站位於東日本旅客鐵道（JR東日本）、東京地下鐵與東葉高速鐵道共用的西船橋站北方約500公尺處，一般不提供轉乘資訊。在JR線等發生運輸障礙時，作為振替輸送，優等列車會增停本站。因此月台的有效長度為8輛編組。

## 歷史
1970年代前半，當時日本國有鐵道（國鐵）發生罷工造成總武本線停駛時（當時武藏野線與京葉線未通車），使得帝都高速度交通營團（現東京地下鐵）東西線的轉乘客大量湧入本站。因此，1975年開始進行車站設施擴增工程。

### 年表
- 1916年（大正5年）12月30日 - 車站啟用，當時稱為葛飾站。
- 1987年（昭和62年）4月1日 - 車站改稱京成西船站[2]。

## 車站構造
本站為相對式月台2面2線的地面車站。自動驗票閘口位於1號線月台。月台間透過連絡天橋連接，而月台與天橋間則設有電梯。1號線月台靠海神側有直接出站的階梯，平時未開放。

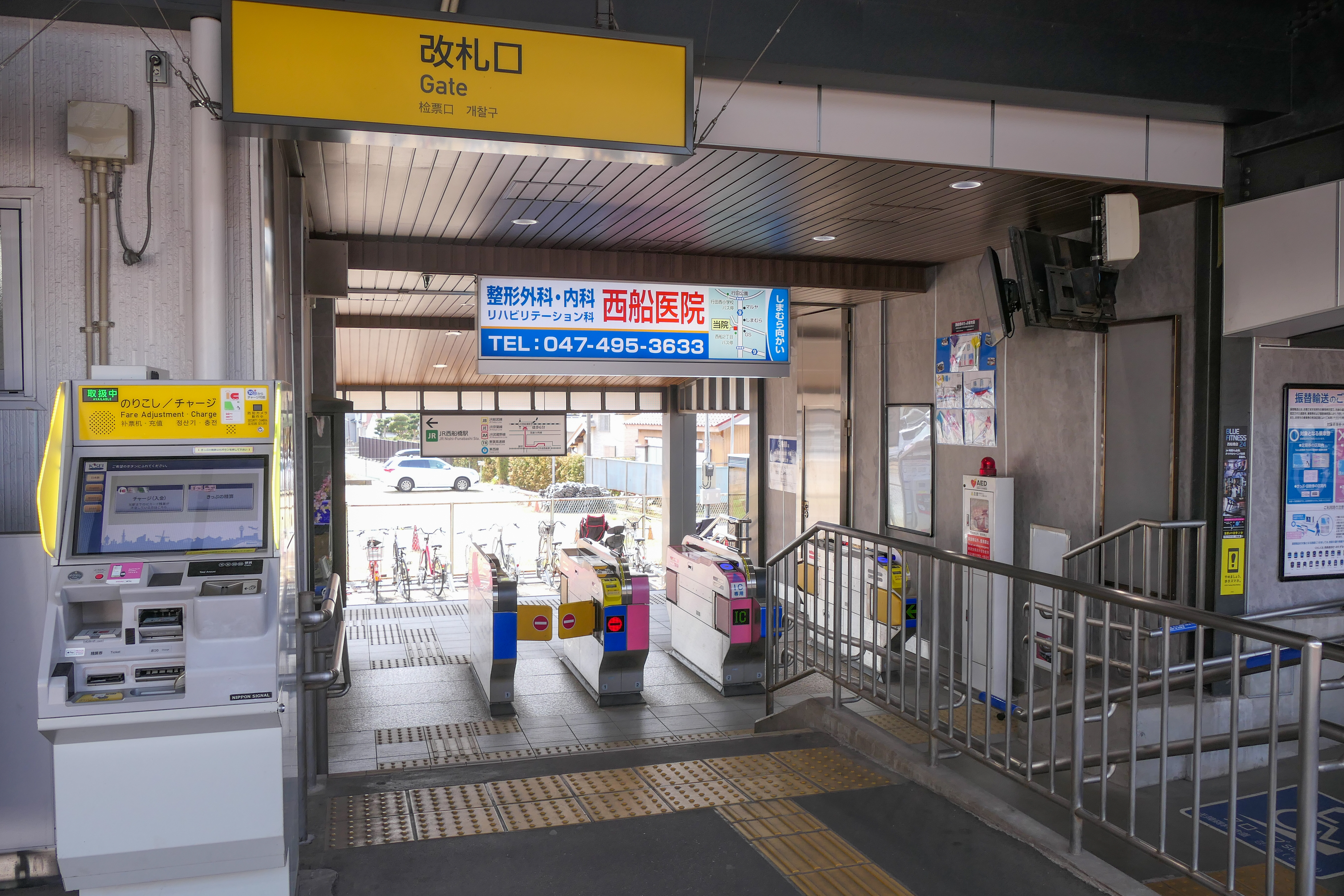
驗票口（2023年3月）
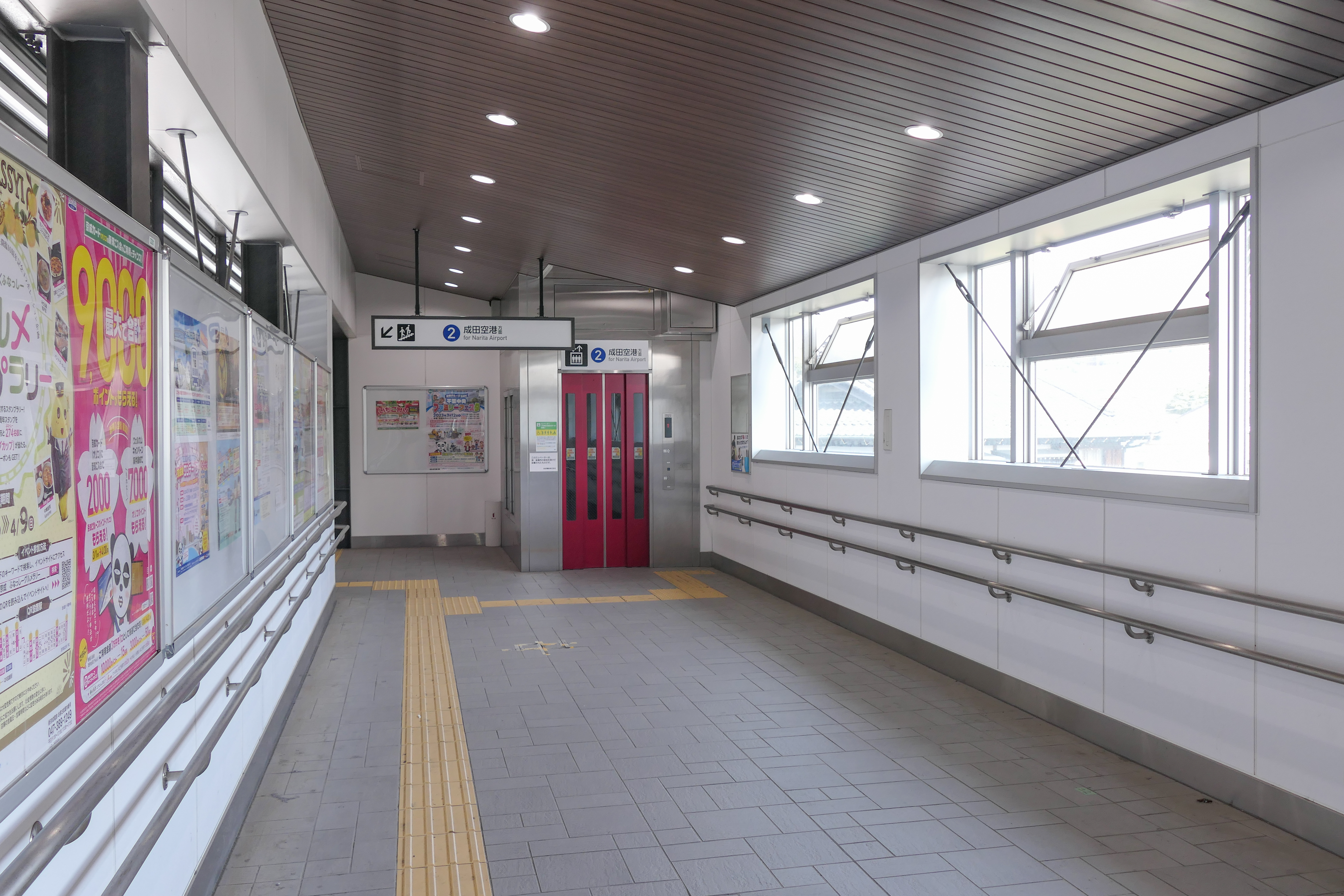
跨線橋（2023年3月）
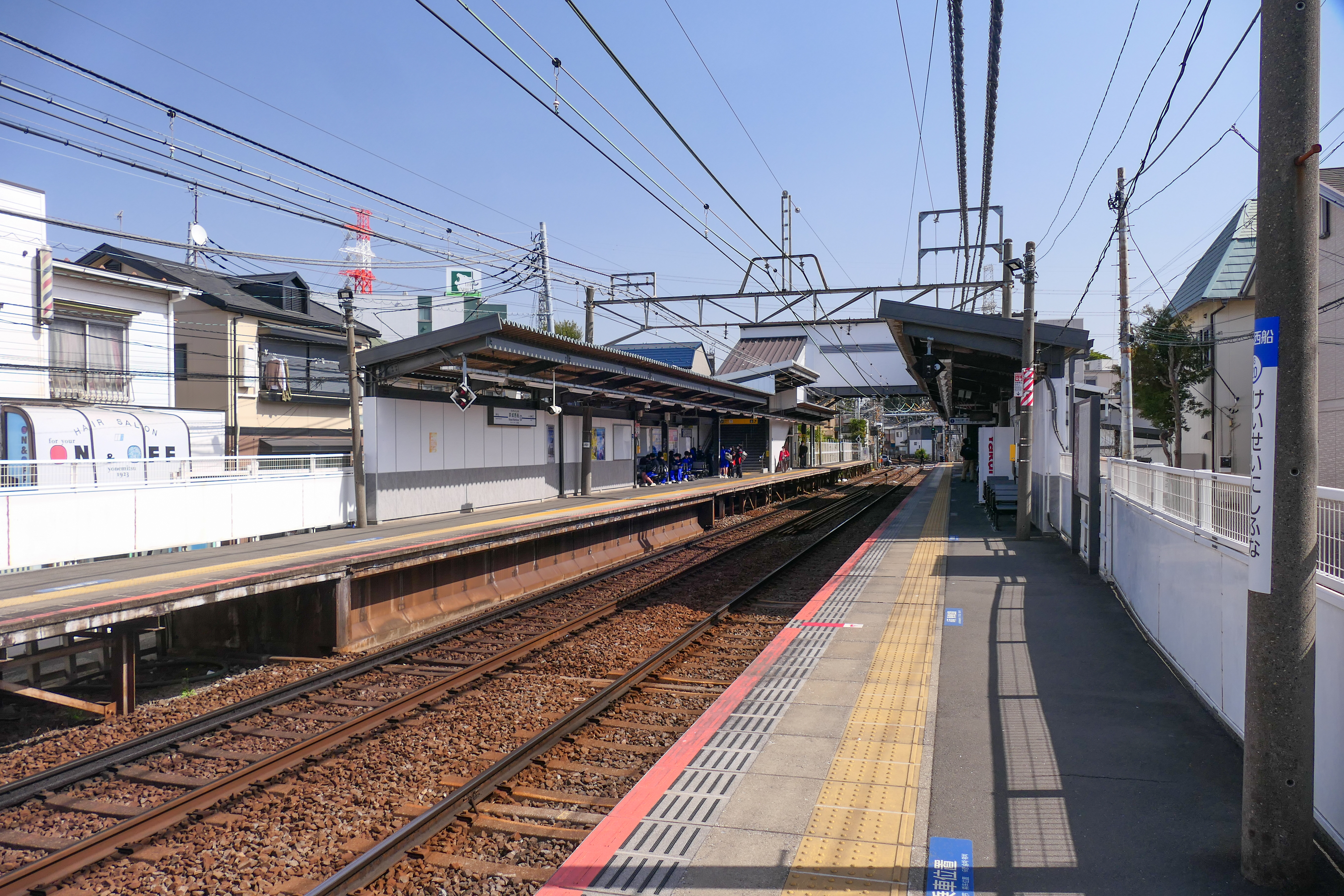
月台（2023年3月）
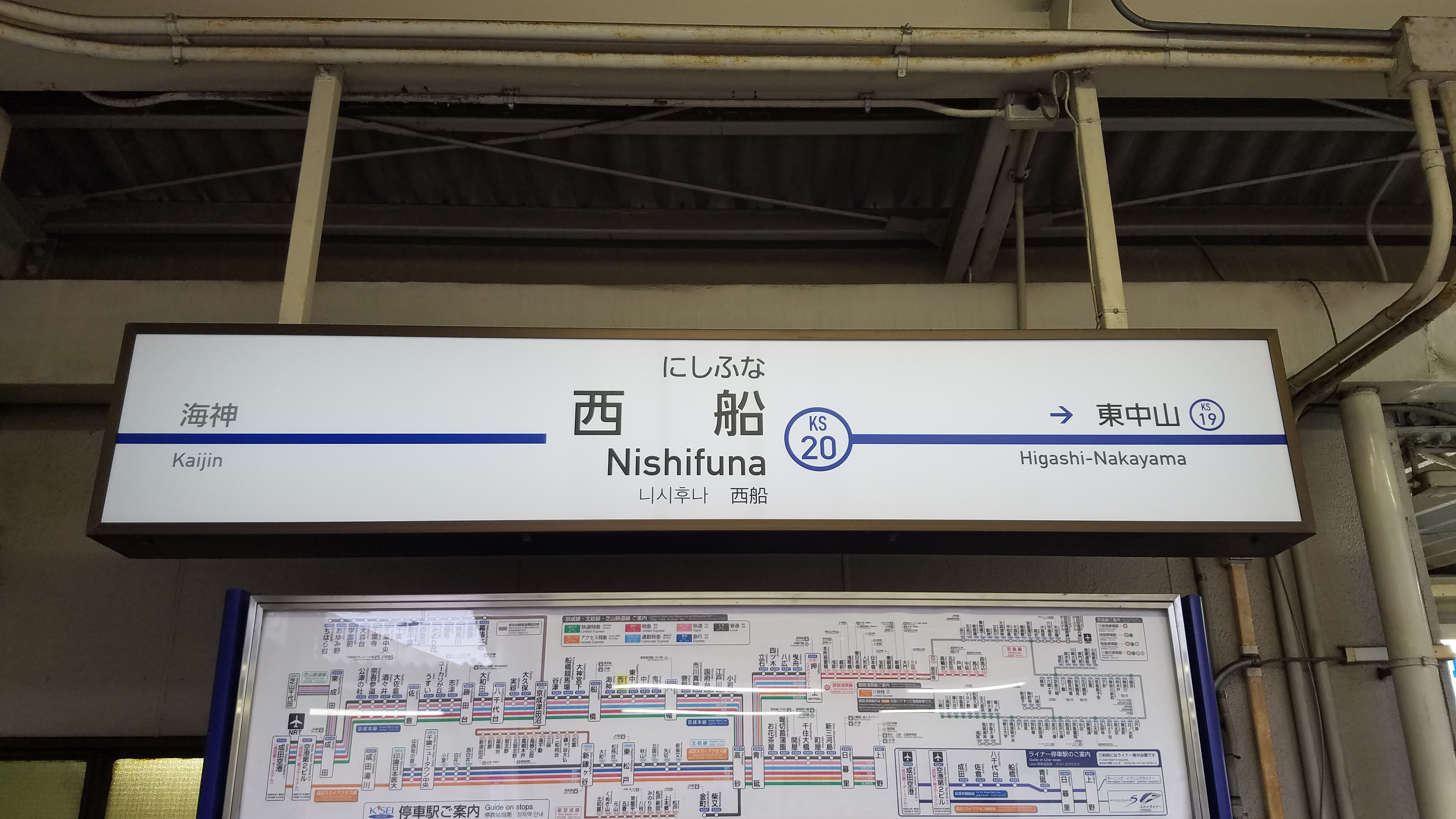
1號月台站名標記（2017年8月）

| 月台 | 路線     | 方向 | 目的地                                     |
| ---- | -------- | ---- | ------------------------------------------ |
| 1    | 京成本線 | 下行 | 日暮里、上野、押上、 淺草線、 京急本線方向 |
| 2    | 京成本線 | 上行 | 船橋、成田機場、千葉方向                   |

## 使用情況
2016年度1日平均上下車人次為10,315人，京成線內69個車站當中排行第39位。
近年1日平均上下、上車人次推移如下表。
| 年度               | 1日平均 上下車人次 | 1日平均 上車人次 |
| ------------------ | ------------------ | ---------------- |
| 1998年（平成10年） |                    | 4,016            |
| 1999年（平成11年） |                    | 3,963            |
| 2000年（平成12年） |                    | 3,984            |
| 2001年（平成13年） |                    | 3,949            |
| 2002年（平成14年） |                    | 3,883            |
| 2003年（平成15年） | 7,966              | 3,939            |
| 2004年（平成16年） | 7,994              | 3,958            |
| 2005年（平成17年） | 8,098              | 4,014            |
| 2006年（平成18年） | 8,344              | 4,156            |
| 2007年（平成19年） | 8,418              | 4,183            |
| 2008年（平成20年） | 8,243              | 4,102            |
| 2009年（平成21年） | 8,297              | 4,141            |
| 2010年（平成22年） | 8,596              | 4,280            |
| 2011年（平成23年） | 8,796              | 4,378            |
| 2012年（平成24年） | 9,181              | 4,563            |
| 2013年（平成25年） | 9,532              | 4,730            |
| 2014年（平成26年） | 9,796              | 4,861            |
| 2015年（平成27年） | 9,964              |                  |
| 2016年（平成28年） | 10,315             |                  |

## 車站周邊
- 西船橋站（東日本旅客鐵道（JR東日本）總武線（各站停車）、武藏野線、京葉線、東京地下鐵東西線、東葉高速鐵道東葉高速線） - 步行約5分
  - 非正式轉乘站，但是是能與東西線、武藏野線、京葉線直接近距步行轉乘的唯一車站。
- 船橋市立葛飾小學校（日语：船橋市立葛飾小学校）
- 船橋市立葛飾中學校（日语：船橋市立葛飾中学校）
- 船橋市立西圖書館（日语：船橋市図書館）
- 勝間田公園
- 葛飾幼稚園
- 船橋市役所（日语：船橋市役所）西船橋出張所
- 西船橋站前郵便局
- 國道14號

### 巴士路線
| 乘車處     | 系統                     | 主要行經地             | 目的地     | 運行公司 |
| ---------- | ------------------------ | ---------------------- | ---------- | -------- |
| 京成西船站 | Fs01                     | 行田團地、前貝塚、桐畑 | 鬥士鎮鎌谷 | 京成巴士 |
| 京成西船站 | Fs02                     | 行田團地、前貝塚、桐畑 | 柏井車庫   | 京成巴士 |
| 京成西船站 | Fs03                     | 行田團地、前貝塚       | 桐畑       | 京成巴士 |
| 京成西船站 | Fs04                     |                        | 行田團地   | 京成巴士 |
| 京成西船站 | Fs05                     | 行田團地               | 前貝塚     | 京成巴士 |
| 京成西船站 | Fs01 Fs02 Fs03 Fs04 Fs05 |                        | 西船橋站   | 京成巴士 |

## 站名由來
開業當時，車站周邊屬東葛飾郡葛飾町（之前為葛飾村），因此命名為葛飾站。之後，葛飾町在1937年成為船橋市的一部分，周邊地名從「葛飾町」改為「西船」，加上易與東京都葛飾區（舊南葛飾郡一部分）車站混淆，因此將站名改為西船。不過，現在車站周邊地區仍有許多以葛飾命名的學校與設施。

## 相鄰車站
京成電鐵
 本線
■快速特急、■特急、■通勤特急、■快速
通過
■普通
東中山（KS19）－京成西船（KS20）－海神（KS21）

## 外部連結
- 京成西船｜電車與車站資訊｜京成電鐵
- 京成西船站PDF - 京成電鐵